# Haori

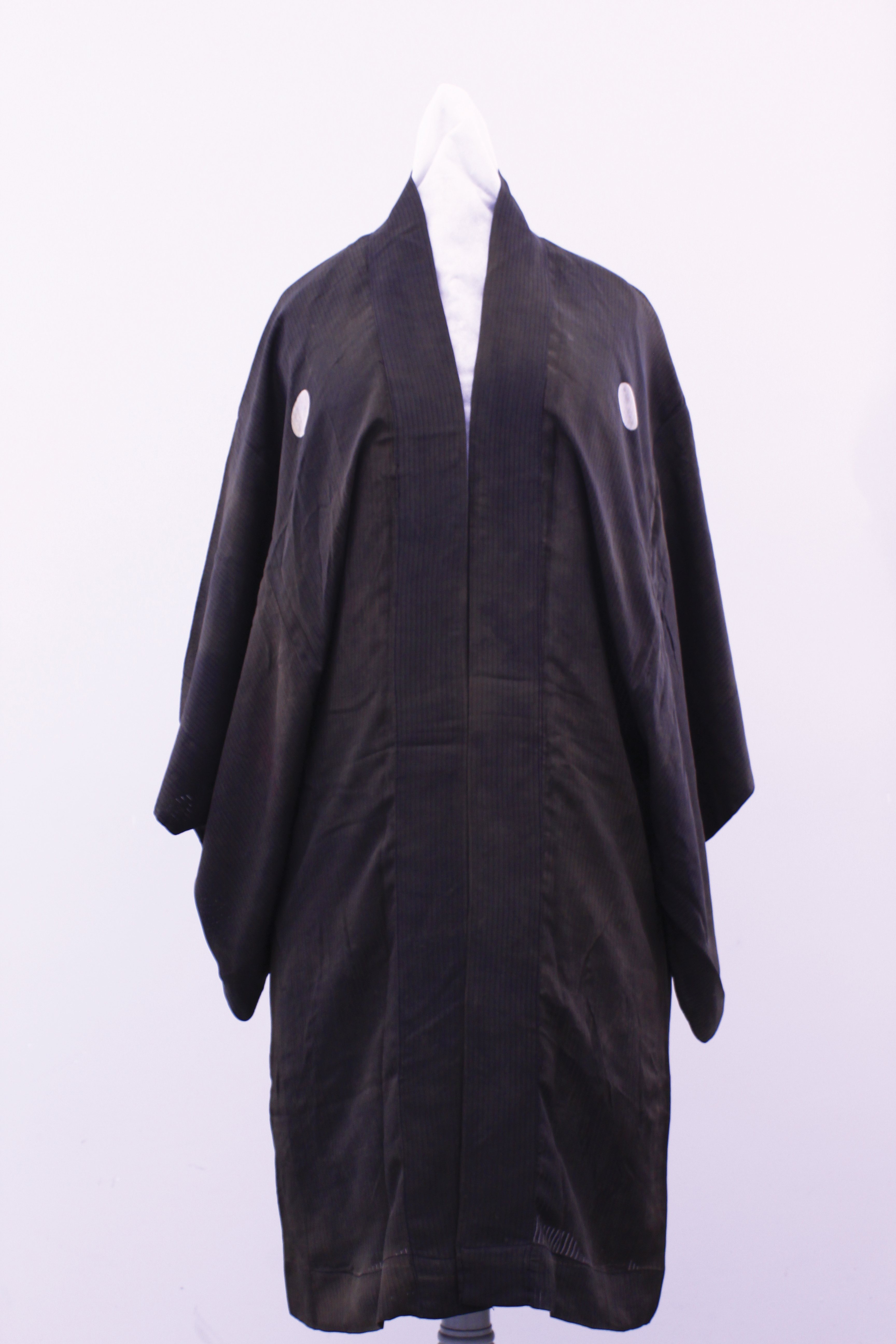
Haori japonesa

A Haori (羽織) é uma jaqueta tradicional japonesa com mangas largas e gola estreita. Eram usadas pela burguesia japonesa, originalmente produzidas com seda e adornadas com símbolos que representavam a atividade profissional do proprietário ou símbolo circular referente ao chefe da família.
A haori não é como a yukata, é usada aberta ou mantida fechada por uma corda que liga as lapelas. Durante o período Sengoku, haoris sem mangas eram usados sobre armaduras, como o tabardo era usado na Europa. Durante o período Edo o crescimento econômico permitiu que a classe média tivesse acesso à haori, dando origem a leis contra a ostentação de riqueza por todo, dando origem a haoris com visual mais discreto e com forro mais ricamente decorados..